# Алан Лі
Алан Лі (англ. Alan Lee; нар. 20 серпня 1947) — англійський книжковий ілюстратор.

## Життєпис
Народився 20 серпня 1947 року у Міддлсексі, на півдні Англії та навчався у школі мистецтв Ілінга
До середини 1970-х років працював ілюстратором у Лондоні, а в 1975 переїхав до Дартмура. Світове визнання здобуває у 1978 році завдяки малюнкам до «Книги Фей» Англ. Faeries, за котру, разом із своїм другом Брайаном Фраудом отримує премію Локус за найкращий арт чи ілюстровану книгу року.
У 1980-х рр. Алана запрошують, як головного ілюстратора при перевиданні книг англійського письменника-фантаста Дж Р. Р. Толкіна. Роботи художника можна побачити не тільки переглядаючи титульні матеріали. Наприклад, в рамках святкування 100-річчя з дня народження Толкіна, було заплановано нове 1200-сторінкове видання Володаря перснів. Ілюстратором знову обрано Алана Лі. Книга містила 50 кольорових зображень, котрі є одними з найкращих робіт художника.
У 1993 та 1995 роках Лі робив художнє оздоблення до ілюстрованих версій Іліади (чорні кораблі під Троєю) та Одісеї (мандри Одісея), котрі адаптував Розмарі Саткліфф. За першу з двох книг ілюстратора у 1993 було удостоєно медалі Кейт Грінуей. Вона щорічно присуджується за найбільш видатні роботи по ілюструванню дитячих книг, виданих у Об'єднаному Королівстві.
У нього двоє дорослих дітей. Дружина Алана — Марія (родом з Нідерландів) теж є талановитою художницею.

## Робота над фільмами
Разом з Джоном Хоу Алан Лі працював у ролі концептуального художника при роботі, спочатку над кінотрилогією Володар Перснів, а потім над Хоббітом новозеландського режисера Пітера Джексона.
Як концептуальний художник Алан Лі також працював над декількома фільмами, зокрема: Легенда, Ерік Вікінг, Кінг-Конг та телевізійному міні-серіалі Мерлін.

## Цікаві факти
- До хобі Алана Лі можна віднести міфи й фольклор, літературу, поезію, музику (особливо джаз та блюз), археологію, історію, міжнародні поїздки, і довгі прогулянки лісами Девону.
- Алан Лі зробив дві послідовні мініатюрні появи, на початку Хранителів Персня (як один з дев'яти королів), та у Двох вежах (солдат Рохану, що стоїть за плечем Вігго Мортенсена, у кадрі, де Арагорн та Леголас розмовляють ельфійською).